# Vitali Minakov
Vitali Víktorovich Minakov (en ruso: Виталий Викторович Минаков; nacido el 6 de febrero de 1985 en Bryansk, Rusia) es un judoca, sambista y artista marcial mixto ruso.

## Juegos Olímpicos de 2012
Debido a que Vitaly era múltiple campeón del mundo en sambo y campeón nacional júnior de judo, consideró competir en los Juegos Olímpicos de Londres 2012. Sin embargo, nunca integró el equipo y no se sabe por qué. En una entrevista de 2010, declaró que venció a Teddy Riner, campeón mundial de judo y medallista de oro olímpico en una sesión de sparring en 2006.

## Carrera de artes marciales mixtas
Siendo campeón mundial de sambo(2008 a 2011) hizo su debut profesional en las artes marciales mixtas en noviembre de 2010.
Luego de varias peleas menores, el 7 de junio de 2012  se enfrentó al veterano luchador de UFC y Bellator Eddie Sánchez en el Fight Nights: Battle of Moscow 7 ganando por nocaut en el primer asalto.
Luego derrotó al campeón mundial de Jiu-Jitsu y peleador de UFC Fabiano Scherne el 17 de septiembre de 2012 en el evento Fight Nights: Battle of Desne ganando nuevamente por nocaut en el primer asalto.

### Bellator MMA
En junio de 2012, Minakov firmó para Bellator.
Hizo su debut en el otoño siguiente en el Bellator 79 el 2 de noviembre de 2012 derrotando a Vladimir Starcencov por nocaut técnico en el segundo asalto.
El 19 de junio de 2013 se enfrentó a Ron Sparks en las semifinales del torneo de peso pesado de Bellator. Minakov ganó en la primera ronda por nocaut técnico.

En la final del torneo se enfrentó a Ryan Martínez en el evento Bellator 97 celebrado el 31 de julio de 2013. Allí, se llevó la victoria por nocaut técnico a través de golpes en la tercera ronda, luego de someterlo y asegurar una montada.
Por ganar el torneo de Bellator 2013, adquirió el derecho de pelear contra el actual campeón de la división Alexander Volkov. Minakov enfrentó y derrotó por nocaut a Volkov el 15 de noviembre de 2013 en el Bellator 108 para así coronarse campeón de peso pesado.
Su primera defensa del título fue contra el veterano de UFC Cheick Kongo el 4 de abril de 2014 en el Bellator 115. Minakov perdió un punto en la primera ronda, pero aun así ganó la pelea por decisión unánime después de cinco rondas.

## Campeonatos y logros

### Artes Marciales Mixtas
- Bellator MMA
  - Campeón de Peso Pesado de Bellator (Una vez)
  - Ganador del Torneo de Peso Pesado Bellator MMA: temporada de verano 2013
  - Peleador del Año 2013

### Sambo
- Federation International Amateur de Sambo (FIAS)
  - Campeón Mundial de Sambo (4 veces)
  - Campeón Nacional de Rusia (4 veces)
  - Campeón Copa Presidencial de Sambo de Rusia(3 veces - 2008, 2009, 2010)[12]

### Judo
- Federación Rusa de Judo
  - Campeón Nacional Júnior de Rusia (1 vez)[12]

### Lucha Libre
- Federación Rusa de Lucha Libre
  - Campeón Nacional Júnior de Rusia (1 vez)

## Récord en artes marciales mixtas
| Récord profesional | Récord profesional | Récord profesional |
| 24 peleas          | 22 victorias       | 2 derrotas         |
| ------------------ | ------------------ | ------------------ |
| Nocaut             | 13                 | 1                  |
| Sumisión           | 7                  | 0                  |
| Decisión           | 2                  | 1                  |

| Resultado | Récord | Oponente            | Método                      | Evento                                      | Fecha                    | Ronda | Tiempo | Localización                | Notas                                                                    |
| --------- | ------ | ------------------- | --------------------------- | ------------------------------------------- | ------------------------ | ----- | ------ | --------------------------- | ------------------------------------------------------------------------ |
| Derrota   | 21–2   | Said Sowma          | TKO (lesión de dedo)        | Belator 269                                 | 23 de octubre de 2021    | 3     | 3:08   | Moscú                       |                                                                          |
| Victoria  | 22–1   | Timothy Johnson     | KO (golpes)                 | Bellator 225                                | 24 de agosto de 2019     | 1     | 1:45   | Bridgeport, Connecticut     |                                                                          |
| Derrota   | 21–1   | Cheick Kongo        | Decisión (unánime)          | Bellator 216                                | 16 de febrero de 2019    | 3     | 5:00   | Uncasville, Connecticut     |                                                                          |
| Victoria  | 21–0   | Tony Johnson        | TKO (golpes)                | Fight Nights Global 82: Minakov vs. Johnson | 16 de diciembre de 2017  | 2     | 0:38   | Moscú, Rusia                |                                                                          |
| Victoria  | 20–0   | Antonio Silva       | KO (golpes)                 | Fight Nights Global 68                      | 2 de junio de 2017       | 2     | 1:37   | San Petersburgo, Rusia      |                                                                          |
| Victoria  | 19–0   | DJ Linderman        | KO (golpes)                 | Fight Nights Global 59                      | 23 de febrero de 2017    | 3     | 3:09   | Khimki, Rusia               |                                                                          |
| Victoria  | 18–0   | Peter Graham        | Sumisión (armbar)           | EFN 50: Emelianenko vs. Maldonado           | 17 de junio de 2016      | 1     | 1:01   | San Petersburgo, Rusia      |                                                                          |
| Victoria  | 17–0   | Josh Copeland       | Sumisión (kimura)           | EFN Fight Nights: Moscow                    | 11 de diciembre de 2015  | 2     | 2:50   | Moscú, Rusia                |                                                                          |
| Victoria  | 16–0   | Geronimo dos Santos | Submission (Armbar)         | FIGHT NIGHTS DAGESTAN                       | 25 de septiembre de 2015 | 1     | 1:43   | Dagestan                    |                                                                          |
| Victoria  | 15–0   | Adam Maciejewski    | TKO (golpes)                | EFN Fight Nights: Sochi                     | 31 de julio de 2015      | 1     | 0:20   | Sochi, Rusia                |                                                                          |
| Victoria  | 14–0   | Cheick Kongo        | Decisión (unánime)          | Bellator 115                                | 4 de abril de 2014       | 5     | 5:00   | Reno (Nevada), Nevada       | Retuvo el Campeonato de Peso Pesado de Bellator.                         |
| Victoria  | 13–0   | Alexander Volkov    | TKO (golpes)                | Bellator 108                                | 15 de noviembre de 2013  | 1     | 2:57   | Atlantic City, Nueva Jersey | Ganó el Campeonato de Peso Pesado de Bellator.                           |
| Victoria  | 12–0   | Ryan Martínez       | TKO (golpes)                | Bellator 97                                 | 31 de julio de 2013      | 3     | 4:02   | Rio Rancho, Nuevo México    | Torneo de Peso Pesado Bellator MMA: temporada de verano 2013 - Final     |
| Victoria  | 11–0   | Ron Sparks          | TKO (golpes)                | Strikeforce: Bellator 96                    | 19 de julio de 2013      | 1     | 0:32   | Thackerville, Oklahoma      | Torneo de Peso Pesado Bellator MMA: temporada de verano 2013 - Semifinal |
| Victoria  | 10–0   | Vladimir Starcencov | TKO (golpes)                | Bellator 79                                 | 2 de noviembre de 2012   | 2     | 0:27   | Rama, Ontario               | Debut en Bellator                                                        |
| Victoria  | 9–0    | Fabiano Scherner    | KO (golpes)                 | Fight Nights: Battle of Desne               | 17 de septiembre de 2012 | 1     | 3:51   | Briansk, Briansk            |                                                                          |
| Victoria  | 8–0    | Eddie Sánchez       | KO (golpe)                  | Fight Nights: Battle of Moscow 7            | 7 de junio de 2012       | 1     | 1:59   | Moscú, Moscú                |                                                                          |
| Victoria  | 7–0    | Karol Celinski      | TKO (parada de la esquina)  | FFC 2 - Rusia vs. Letonia                   | 14 de abril de 2012      | 1     | 0:55   | Riga, Vidzeme               |                                                                          |
| Victoria  | 6–0    | Iván Frolov         | Sumisión (neck-crank)       | IMMAT - International MMA Tournament        | 29 de junio de 2011      | 1     | 0:45   | Briansk, Briansk            |                                                                          |
| Victoria  | 5–0    | Juan Espino         | TKO (golpes)                | Sambo 70 vs. Spain                          | 21 de abril de 2011      | 1     | 0:09   | Moscú, Moscú                |                                                                          |
| Victoria  | 4–0    | Valery Scherbakov   | Sumisión (armbar)           | M-1 Challenge XXII: Narkun vs. Vasilevsky   | 10 de diciembre de 2010  | 1     | 1:05   | Moscú, Moscú                |                                                                          |
| Victoria  | 3–0    | Vitalii Yalovenko   | Sumisión (armbar)           | M-1 Selection 2010: Eastern Europe Finals   | 22 de julio de 2010      | 3     | 5:00   | Moscú, Moscú                |                                                                          |
| Victoria  | 2–0    | Alexander Zubachov  | Sumisión (rear-naked choke) | Sambo-70 / M-1 Global                       | 14 de julio de 2010      | 1     | 0:27   | Moscú, Moscú                |                                                                          |
| Victoria  | 1–0    | Ruslan Kabdulin     | Sumisión (armbar)           | M-1 Selection 2010 - Eastern Europe Round 2 | 10 de abril de 2010      | 1     | 4:19   | Kiev, Óblast de Kiev        |                                                                          |